# مقاطعة راندولف (فرجينيا الغربية)
مقاطعة راندولف هي مقاطعة في فيرجينيا الغربية، بلغ عدد سكانها 29٬405  نسمة، في 2010، عاصمتها إلكينز، تبلغ مساحتها 2٬693 كيلومتر مربع.

## الموقع
تشترك في الحدود مع:
- مقاطعة تاكر (فرجينيا الغربية)
- مقاطعة وستر (فرجينيا الغربية)
- مقاطعة أوشور (فرجينيا الغربية)
- مقاطعة بوكاهونتاس (فرجينيا الغربية)
- مقاطعة بيندلتون (فرجينيا الغربية)
- مقاطعة بربور (فرجينيا الغربية).

## أعلام
- ديفيد إدوارد جاكسون